# متنزه غريت باسين الوطني
متنزه غريت باسين الوطني Great Basin National Park هو متنزه وطني في مقاطعة وايت باين في وسط شرق ولاية نيفادا الأمريكية، قرب الحدود مع ولاية يوتاه.

## التاريخ
أسس في عام 1986. ويمكن الدخول إلى المتنزه من طريق الولاية 488، والمرتبط بطريق الولايات المتحدة 6 و50 من خلال طريق ولاية نيفادا 487 عبر مدينة بيكر الصغيرة، وهي أقرب المستوطنات البشرية منه.

## التسمية
يستمد المتنزه اسمه من غريت باسين أو الحوض العظيم، وهي منطقة جافة وجبلية بين سييرا نيفادا وجبال واساتش. جغرافيا تعرف هذه المنطقة باسم إقليم الحوض والجبال. 

## الموقع والمساحة
يبعد المتنزه حوال 470 كم شرق لاس فيغاس ومساحتها 77,180 آكر. 

## شهرته
يشتهر المتنزه بحدائق أشجار الصنوبر، وكهوف ليمان أسفل قمة ويلر على ارتفاع 3,982 متر وكذلك نهر قمة ويلر الجليدي.